# Býšť
Býšť település Csehországban, a Pardubicei járásban. Býšť Běleč nad Orlicí, Hradec Králové, Vysoká nad Labem, Újezd u Sezemic, Týniště nad Orlicí, Borek, Rokytno, Chvojenec és Vysoké Chvojno településekkel határos. Lakosainak száma 1672 fő (2024. január 1.).

## Népesség
A település lakosságának változását az alábbi diagram mutatja:
| Lakosok száma | 1845 | 1810 | 1466 | 1087 | 797  | 982  | 1508 | 1554 | 1605 | 1672 |
|               | 1869 | 1890 | 1921 | 1950 | 1980 | 2001 | 2017 | 2019 | 2022 | 2024 |